# Kowarsk
Kowarsk (lit. Kavarskas) – miasto na Litwie, położone w okręgu uciańskim, 15 km od Onikszt w rejonie onikszteckim.